# Tachikawa (Tokio)
Tachikawa (立川市 Tachikawa-shi?) es una ciudad ubicada en Tokio Occidental, la parte occidental de la Metrópolis de Tokio, Japón.  A fecha de 2017, la ciudad tiene una población estimada de 179.447 habitantes y la densidad es de 7.197  habitantes por km². El área total es de 24,38 km². La ciudad fue fundada el 1 de diciembre de 1940.

## Geografía
Tachikawa se encuentra a 40 km al oeste de Tokio. Kunitachi, Kokubunji, y Kodaira  están al este de Tachikawa, Higashi-Yamato, y Musashi Murayama están norte de Tachikawa, Fussa, y Akishima al oeste de Tachikawa, e Hino al sur.
El río Tama atraviesa la ciudad.